# التضحية (أغنية)
التضحية (بالإنجليزية: Sacrifice)‏ هي أغنية للموسيقي إلتون جون. الكلمات من تأليف بيرني تاوبين. صدر لأول مرة في أكتوبر 1989، ثم في عام 1990. حققت النجاح، خاصة في فرنسا والمملكة المتحدة، أصبح في أعلى الأغاني شهرة لخمسة أسابيع.